# Programa Petróleo por Alimentos

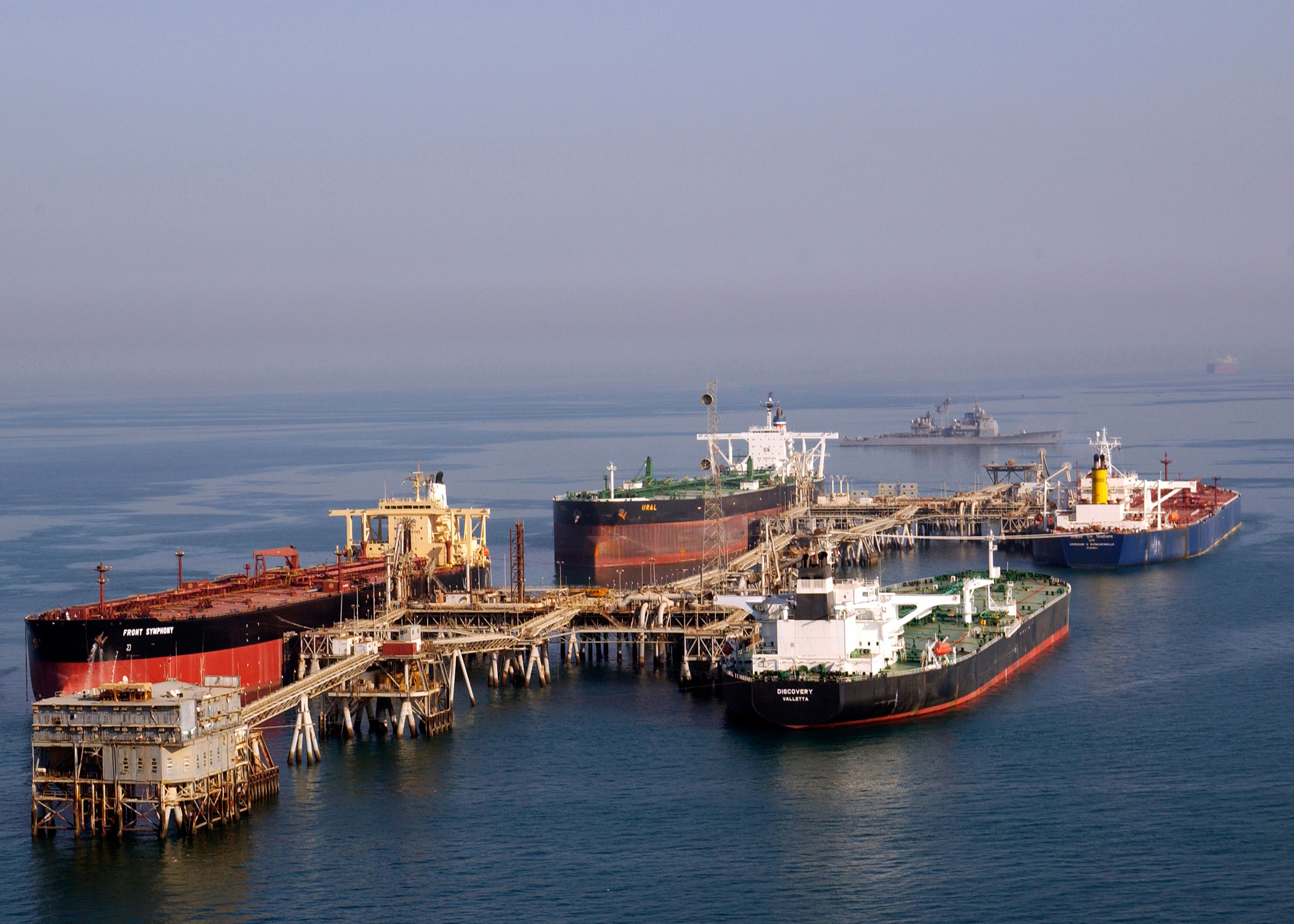
Oil for food

El Programa Petróleo por Alimentos (Oil for Food en inglés) fue establecido por la Organización de las Naciones Unidas en 1995 para permitir a Irak vender petróleo al mercado mundial a cambio de alimentos, medicinas y otros suministros de naturaleza humanitaria.
La intención declarada del programa era ayudar al gobierno iraquí para garantizar las necesidades básicas de los ciudadanos iraquíes, afectados por las sanciones impuestas al gobierno a raíz de la Guerra del Golfo, cuidando que los envíos no violaran los términos de las sanciones impuestas a Irak.
Irak rechazó el programa en el principio, pero más tarde firmó un memorando en mayo de 1996 para su ejecución. El programa se inició en diciembre de 1996, y las primeras entregas llegaron en marzo de 1997.
El programa de petróleo por alimentos estaba usando un sistema de depósito fiduciario por lo que el dinero de las ventas del petróleo iraquí fue pagado por el comprador en una cuenta que no era accesible directamente por el gobierno iraquí. De este dinero, una parte sirvió para pagar una indemnización por daños causados a Kuwait, y otra parte fue para ayudar a pagar los gastos de las fuerzas de la coalición y otros gastos de la ONU en relación con Irak. El dinero restante se mantuvo en la cuenta. 
Sin embargo, el programa estuvo salpicado de acusaciones de corrupción. En enero de 2004, el diario iraquí Al-Mada publicó una lista de unos 270 exfuncionarios gubernamentales, activistas, periodistas y funcionarios de la ONU de más de 46 países considerados como sospechosos de haberse beneficiado con las ventas de petróleo iraquí que eran parte del programa.
Una investigación del Senado estadounidense reveló que el régimen de Sadam Huseín se había beneficiado con 17 300 millones de dólares, 13 600 de ellos aparentemente provinientes de la venta ilegal de petróleo a países vecinos. Otros 4400 millones presuntamente fueron obtenidos mediante sobornos y sobrecargos ilegales a productos y servicios por parte de compañías contratadas en el marco del programa.
Dichas revelaciones condujeron a una serie de investigaciones en varios países. Entre los investigados estuvieron políticos y funcionarios de la ONU procedentes de más de una decena de países; compañías rusas, estadounidenses y de Medio Oriente; Benon Sevan, jefe del programa; y Kojo Annan, hijo del secretario general de las Naciones Unidas Kofi Annan.
Para investigar el escándalo, la ONU creó una comisión investigadora presidida por el expresidente de la Reserva Federal de Estados Unidos, Paul Volcker. En su informe final (publicado en octubre de 2005), la comisión acusó a casi la mitad de las 4500 compañías involucradas de recibir sobornos y pagar sobretasas ilegales. Volcker dijo que el mal manejo de la ONU y la falla de las naciones poderosas para detener la corrupción en el programa le permitieron al régimen de Huseín enriquecerse.
Las sanciones derivadas del programa no debilitaron al régimen de Sadam Huseín, pero sí conllevaron una gran mortandad entre la población civil —una vez concluido, la mortalidad de los niños menores de cinco años se había elevado de 56 ‰ a 131 ‰—. Como protesta, dimitieron los dos primeros directores del programa: Denis Halliday, que lo calificó de «genocida», y posteriormente Hans von Sponeck, quien denunció que violaba la Convención de Ginebra; también renunció por el mismo motivo Jutta Burghardt, a cargo del Programa de Alimentos de las Naciones Unidas.
El programa finalizó en 2003 con el inicio de la Guerra de Irak. Al momento de la finalización del programa, 67 000 millones de dólares habían sido movidos por intermedio del programa.